# کریستینا پلاته
کریستینا پلاته (انگلیسی: Christina Plate؛ زادهٔ ۲۱ آوریل ۱۹۶۵) هنرپیشه، صدا پیشه، و بازیگر سینما اهل آلمان است. وی در سال ۱۹۸۸ برنده جایزه بامبی شده است.